# Paul Duqueylar
Hughes Jean François Paul du Queylard dit Paul Duqueylar, né le 31 octobre 1771 à Digne et mort le 1er mars 1845 à Lambesc, est un peintre néoclassique français.

## Biographie
Paul Duqueylar est l'élève de David. Il appartint à la Secte des Barbus, groupe d'élèves dissidents de l'école de David.
Le graveur Joseph Théodore Richomme (1785–1849) réalisa d'après Duqueylar une estampe : Danaé et son fils Persée.
Étienne Parrocel écrit que l'auteur allemand Kotzebue a fait la description de deux tableaux (un Bélisaire et un Minos fuyant les ombres) dans ses souvenirs d'Italie.

## Œuvres exposées au Salon
- 1800 : Ossian Musée Granet, Aix-en-Provence.
- 1802 : n° 730, Danaé et son fils Persée.
- 1808 : n° 488, Les Héros grecs tirant au sort les captifs qu’ils ont faits à Troie.
- 1810 : n° 283, Sainte Famille.
- 1817 : (sous le nom de Queilard)
  - n° 629, Pâris et Hélène ;
  - n° 630, Bacchus et enfant, élevé par  les Nymphes ;
  - n° 631, Bélisaire demandant l’aumône au pied d’un arc de triomphe élevé à sa gloire, Aix-en-Provence, musée Granet ;
  - n° 630, Archimède traçant des figures de géométrie pendant la prise de Syracuse.
- 1819 :
  - n° 925, Artémise buvant les cendres de Mausole, son époux ;
  - n° 926, Mort de Phocion.

## Œuvres dans les collections publiques
En France
- Aix-en-Provence, musée Granet
  - Ossian chantant
  - Bélisaire.
- Vichy, hôtel de ville : La Mort de Phocion, Salon de 1819, dépôt en 1872 du musée du Louvre.

En Italie
- Monte Cavallo, palais de Monte Cavallo, plafond : Trajan distribuant les sceptres de l’Asie.